# 南岳庙镇
南岳庙乡，是中华人民共和国湖南省邵陽市隆回县下辖的一个乡镇级行政单位。

## 行政区划
南岳庙乡下辖以下地区：
花冲村、塘现村、林家村、南清村、南田村、南岳庙村、许家村、白石村、太平村、乔家村、罗洲村、茅塘村、栗塘村、新和村、三板桥村、洪底村、蓄鱼塘村、桃冲村、沙子坪村、寨建村、老屋场村、金星村、造端村、武邵村、木塘村和石蒜村。